# Douglas A-33
Douglas A-33 (Model 8A-5) là một phiên bản nâng cấp của loại Northrop A-17 dành cho thị trường xuất khẩu.

## Biến thể
Model 8A-5
A-33

## Quốc gia sử dụng
Na Uy
- Little Norway

 Perú
 United States
- Quân đoàn Không quân Lục quân Hoa Kỳ

## Tính năng kỹ chiến thuật (A-33)
Dữ liệu lấy từ McDonnell Douglas Aircraft since 1920
Đặc điểm tổng quát
- Kíp lái: 2
- Chiều dài: 32 ft 6 in (9,91 m)
- Sải cánh: 47 ft 9 in (14,55 m)
- Chiều cao: 9 ft 4 in (2,84 m)
- Diện tích cánh: 363 sq ft (33,7 m²)
- Trọng lượng rỗng: 5.510 lb (2.499 kg)
- Trọng lượng có tải: 8.600 lb (3.901 kg)
- Trọng lượng cất cánh tối đa: 9.200 lb (4.173 kg)
- Động cơ: 1 × Wright GR-1820-G205A Cyclone, 1.200 hp (895 kW)

 Hiệu suất bay 
- Vận tốc cực đại: 248 mph (216 knot, 399 km/h) trên độ cao 15.700 ft (4.785 m)
- Trần bay: 29.000 ft (8.840 m)
- Lên độ cao 10.000 ft (3.050 m): 5,8 phút

Trang bị vũ khí

- Súng: 

  - 6 ×.30 súng máy M1919 Browning
- Bom: 1.800 lb (820 kg)